# Felix Vicious
Felix Vicious (Denver, 26 agosto 1983) è un'ex attrice pornografica e disc jockey statunitense.

## Biografia e carriera
La Vicious si è trasferita in California quando ha compiuto 18 anni; venne notata da Bisexual Britni e Shay Sweet che stavano firmando autografi in un negozio, e la invitarono a provare a recitare nel settore per adulti. Poco dopo ha interpretato il suo primo film pornografico, More Dirty Debutantes 225 con Ed Powers.
Ha scelto il nome Felix dal Gatto Felix e Vicious dal bassista dei Sex Pistols Sid Vicious..
Il 31 luglio 2006, la Vicious ha annunciato di volersi ritirare dalla pornografia, per seguire meglio la sua carriera di disc jockey e gli studi universitari. Secondo il suo sito Internet, si è ritirata ufficialmente il 9 agosto 2006.

## Filmografia
- Amateur Angels 7 (2002)
- Barefoot Confidential 20 (2002)
- Barely Legal 27 (2002)
- Blowjob Fantasies 16 (2002)
- Brats Inc. 2 (2002)
- Bring 'um Young 10 (2002)
- Cockless 19 (2002)
- Cunt Hunt 3 (2002)
- Deep Oral Ladies 18 (2002)
- Deep Oral Ladies 20 (2002)
- Deep Throat This 3 (2002)
- Finally Legal 5 (2002)
- Foul Mouth Sluts 1 (2002)
- French Kiss: Phoenix Rising (2002)
- Funny Boners 1 (2002)
- Goo Girls 9 (2002)
- Grin And Bare It (2002)
- Grrl Power 11 (2002)
- Hi-teen Club 1 (2002)
- Hot Showers 6 (2002)
- Just Beat Me 3 (2002)
- Kelly Kickass Show (2002)
- Kung-fu Girls 4 (2002)
- Legal Skin 3 (2002)
- More Dirty Debutantes 225 (2002)
- Naughty College School Girls 24 (2002)
- Nineteen Video Magazine 48 (2002)
- No Man's Land 37 (2002)
- Older Women And Younger Women 3 (2002)
- Purely 18 1: The Fast And The Curious (2002)
- Pussy Whipped (2002)
- Pussyman's Spectacular Butt Babes 4 (2002)
- Real College Girls 4 (2002)
- Real Sex Magazine 50 (2002)
- Service Animals 9 (2002)
- Slumber Party 19 (2002)
- Smokin' 6 (2002)
- Sweatin' It 2 (2002)
- Teen Diaries (2002)
- Teen Perversion 2 (2002)
- Teen Tryouts Audition 16 (2002)
- Teenage Sinners (2002)
- Trained Teens 1 (2002)
- True Love (2002)
- University Coeds 39 (2002)
- Untamed Teens (2002)
- Young As They Cum 6 (2002)
- Young Chicks Who Drink Dicks (2002)
- 18 and Lost in Mexico (2003)
- Babes Illustrated 13 (2003)
- Behind the Scenes with 20 Young Girls (2003)
- Best Butt in the West 6 (2003)
- Brittney's Perversions 2 (2003)
- Cheerleader Pink (2003)
- Cheerleader School (2003)
- Chick Flick 4 (2003)
- College Invasion 1 (2003)
- Desires of a Dominatrix 3 (2003)
- Desperately Seeking Tyler (2003)
- Dildo Darlings 2 (2003)
- Dirty Road Trips 1: Naughty Neighbors (2003)
- Double Booked (2003)
- Eat A Dick 1 (2003)
- Eye Contact 21 (2003)
- Fatt Entertainment Digital Magazine 1 (2003)
- Foot Traffic 8 (2003)
- French Kiss (2003)
- Girls Of Amateur Pages 1 (2003)
- It's Only A Dream (2003)
- Kick Ass Chicks 5: Felix Vicious (2003)
- Leatherbound Dykes From Hell 22 (2003)
- Love And War (2003)
- Love is War (2003)
- Mary Carey Rules 2 (2003)
- Natural Teens 1 (2003)
- Nick Grande 4: Border Girls (2003)
- Perfect Pink 14 (2003)
- Planet Max 14 (2003)
- Pure Max 14 (2003)
- Puritan Magazine 43 (2003)
- Pussy Poppers 31 (2003)
- Pussyman's Face Sitting Fanatics 4 (2003)
- Rapid Fire 5 (2003)
- Scandal Of Nicky Eros (2003)
- Search and Destroy 2 (2003)
- Sexhibition 9 (2003)
- Six Tales Of Tease 2 (2003)
- Southern California Sluts 5 (2003)
- Suck On This Too (2003)
- Sweet Sounds (2003)
- Teen Sensations 3 (2003)
- Teenland 6: Age Of Innocence (2003)
- Teens Never Say No! (2003)
- Ultimate Strap-On Super Slam 13 (2003)
- Wet Teens 1 (2003)
- When The Boyz Are Away The Girlz Will Play 10 (2003)
- Whore Hunters (2003)
- Wicked Sorceress (2003)
- 100% Blowjobs 23 (2004)
- 18 and in Training (2004)
- Absolutely Adorable (2004)
- Art School Sluts (2004)
- Asseaters Unanimous 3 (2004)
- Camel Toe Jockeys 1 (2004)
- Chick Flick 9 (2004)
- Dark Side (2004)
- Dawn of the Debutantes 17 (2004)
- Extreme Behavior 5 (2004)
- First Offense 3 (2004)
- Flash 2 (2004)
- Girl Crazy 4 (2004)
- Girl Next Door 2 (2004)
- Girls Off the Hook (2004)
- Heart Breakers (2004)
- Hook-ups 5 (2004)
- Hunger Within (2004)
- Innocence Lost (2004)
- Innocence Perfect Pink (2004)
- Itty Bitty Titties (2004)
- Jenna Haze Stripped (2004)
- JKP Sex Camp (2004)
- Krystal Method (2004)
- Lezbo A-Go-Go (2004)
- Lighter Side of Heather (2004)
- Live In Slave 2 (2004)
- Mature Women With Younger Girls 12 (2004)
- Mirage (2004)
- Planet Max 20 (2004)
- Porn Dumbass (2004)
- Rich Bitches (2004)
- Seven Year Itch (2004)
- Sex Kittens (2004)
- She Devils In Pink (2004)
- She's No Ordinary Girl (2004)
- Spank Me Please 1 (2004)
- Spanking Fantasies (2004)
- Strap-On Chicks: Masters and Servants (2004)
- Sweet Grind (2004)
- Taboo 2 (2004)
- Tasty White Meat (2004)
- Tell Me What You Want 3 (2004)
- Tell Me What You Want 4 (2004)
- Tongue to Ass 1 (2004)
- Trade Secrets (2004)
- Twisted POV (2004)
- Veronica's Game (2004)
- Who Wants to Marry Me (2004)
- Wild On X 2 (2004)
- Xxxtreme Teens (2004)
- Young Fuckers 6 (2004)
- Young Guns (2004)
- 18 Xtra 4 (2005)
- Adventures of Be the Mask 2 (2005)
- Anal Fiction (2005)
- Anal Sinsations (2005)
- Au Pair (2005)
- Blowjob Fantasies 22 (2005)
- Casting Couch (2005)
- Cream Pie Girls 1 (2005)
- Cum Swappers 5 (2005)
- Diablows 1 (2005)
- Felix Vicious Exposed (2005)
- Girls Gone Skiing (2005)
- In the Sex Party: Vegas (2005)
- La Marquis De Sade (2005)
- Latex Slaves 1 (2005)
- Locked Cocked and Two Smoking Holes (2005)
- Matrix Nudes 3 (2005)
- Monica Squirts (2005)
- Raw Desire (2005)
- Soloerotica 8 (2005)
- Squealer (2005)
- Squirt Queens 4 (2005)
- Stephanie Swift is in the Pink (2005)
- Stroker Did It Again (2005)
- Sunrise Adams' Redline (2005)
- Super Divas Diary (2005)
- Sweet Corn Holes (2005)
- Teenage Runaways (2005)
- Throat Sluts 2 (2005)
- Torn (2005)
- Women On Top Of Men 1 (2005)
- Amateur Adventures 1 (2006)
- America's Next Top Porn Model (2006)
- Boys Casting 4 (2006)
- Carmen And Austyn (2006)
- Crush: Lipstick Lovers (2006)
- Eat My Ass 2 (2006)
- Fucking in the Name of Science (2006)
- Gullible Teens 1 (2006)
- Gushing Girlfriends (2006)
- Immature Sex Amateurs (2006)
- Lesbian Bukkake 4 (2006)
- Mature Women With Younger Girls 16 (2006)
- Memoirs of Mika Tan (2006)
- Nasty Girls Wide Open (2006)
- Naughty Young Girls 2: Somebody's Wild Child (2006)
- Neu Wave Hookers (2006)
- Pussy Worship 2 (2006)
- So Fuckin Hot (2006)
- Totally Natural Nymphos 9 (2006)
- Wife-O-Rama 3 (2006)
- Wild Fuck Toys 6 (2006)
- Cherries 55 (2007)
- Double The Dick 1 (2007)
- Fresh Meat Pie 3 (2007)
- Juice On The Loose (2007)
- Just Over 18 1 (2007)
- Make Up (2007)
- My Space 1 (2007)
- Night Shift Nurses: Escort Service (2007)
- Sex Mania (2007)
- Sexual Odyssey (2007)
- Teaseatorium: Cock Therapy 1 (2007)
- Throated 12 (2007)
- Sex Ed Teachers in Heat 3 (2008)
- Age of Consent 2 (2009)
- All Girl Revue 6 (2009)
- Dude I Banged Your Sister 1 (2009)
- Innocent Whores 2 (2009)
- Young Nasty and All Natural 1 (2009)
- Self Service Sex 1 (2010)
- Sex Machines 18 (2010)
- My Dad's A Pervert 4 (2011)
- Luscious Lesbians (2013)
- Bring Em Young (2014)
- Lesbian Lust 7 (2014)
- My Secret College Experience 4 (2014)